# 莫拉山蟲
莫拉山蟲屬（學名：Molaria）是節肢動物門、類肢綱底下的一個屬，学名一译臼齿山虫。莫拉山蟲底下有兩個物種，分別為棘刺莫拉山蟲（學名：Molaria spinifera）和斯氏莫拉山蟲（學名：Molaria steini）。生活在寒武紀第三期的格陵兰和加拿大。

## 命名
莫拉山蟲的屬名－Molaria是以位在加拿大艾伯塔省十峰山谷（Valley of the Ten Peaks）南邊的莫拉山（Molar Mountain），而棘刺莫拉山蟲的種小名是拉丁文的spinifer，意思為具有刺的。而斯氏莫拉山蟲的種小名是馬丁·斯坦（Martin Stein）的名字是為了紀念他對節肢動物的研究。